# Trilaterale Kommission
Die Trilaterale Kommission ist eine im Juli 1973 auf Initiative von Zbigniew Brzeziński und David Rockefeller gegründete private, politikberatende Denkfabrik. Die Kommission ist eine Gesellschaft mit etwa 400 höchst einflussreichen Mitgliedern aus den drei großen internationalen Wirtschaftsblöcken Europa, Nordamerika und Asien-Pazifik sowie einigen ausgesuchten Vertretern außerhalb dieser Regionen. Auf diesem Weg verbindet die Trilaterale Kommission erfahrene politische Entscheidungsträger mit dem privaten Sektor. Ziel ist eine verbesserte Zusammenarbeit der drei Regionen.
Sie wird finanziert durch Mittel aus Stiftungen, Unternehmen und privaten Zuwendungen.
Vorsitzender (European chairman) der European Group ist seit Januar 2022 der ehemalige Bundesbank-Präsident Axel A. Weber, der auch Mitglied der ebenfalls von David Rockefeller gegründeten Group of Thirty ist. Vorgänger von Weber als European chairman war von 2012 bis 2022 Jean-Claude Trichet, Präsident der Europäischen Zentralbank von 2003-2011. Dieser hatte den Vorsitz von Mario Monti übernommen, der im November 2011 italienischer Ministerpräsident wurde.

## Gründung
Der US-amerikanische Politikwissenschaftler Zbigniew Brzeziński hatte nach einem etwa halbjährigen Aufenthalt 1971 in Japan die Idee, eine Kommission zu gründen, die den Dialog zwischen amerikanischen, europäischen und japanischen Eliten fördert. Im Frühjahr 1972 schlug er die Bildung der Kommission David Rockefeller vor. Er argumentierte, die Vereinigten Staaten, Europa und Japan würden in den Bereichen Postindustrielle Gesellschaft, Umwelt- und Sicherheitspolitik vor denselben Herausforderungen stehen, wären die einzigen Akteure, die signifikant zur Lösung beitragen könnten und würden daher auch eine besondere Verantwortung tragen. Rockefeller hatte schon seit einigen Jahren versucht, die Bilderberg-Gruppe davon zu überzeugen, auch japanische Teilnehmer einzuladen. Als dies während der Bilderberg-Konferenz im April 1972 abgelehnt wurde, führte dies zur Gründung der Trilateralen Kommission im Juli 1973. David Rockefeller übernahm die Finanzierung.

## Mitgliedschaft
Die Trilaterale Kommission generiert ihren Einflussbereich aus den Funktionen und Tätigkeiten ihrer Mitglieder, davon 180 aus Europa, 110 aus Nordamerika und 120 aus dem Gebiet Asia Pacific.

### The German Group
Innerhalb der Europa-Fraktion gibt es wiederum die recht stark vertretene German Group, die von Otto Graf Lambsdorff und Otto Wolff von Amerongen gegründet wurde und seit 1989 als Non-Profit-Organisation Deutsche Gruppe der Trilateralen Kommission e. V., Berlin eingetragen ist.
Folgende Führungspersönlichkeiten sind derzeit Mitglied der German Group der Trilateralen Kommission:
- Ann-Kristin Achleitner, Professorin für Betriebswirtschaftslehre, Risikokapitalgeberin, Mitglied verschiedener Aufsichtsräte
- Oliver Bäte, Vorsitzender des Vorstands der Allianz SE
- Rolf Buch, Vorstandsvorsitzender der Vonovia
- Jürgen Fitschen, von 2012 bis 2016 Co-Vorsitzender des Vorstands Deutsche Bank AG, 2013 bis 2016 Präsident des Bundesverbandes deutscher Banken
- Uwe Fröhlich, Co-Vorstandsvorsitzender der DZ Bank AG, Frankfurt
- Sigmar Gabriel, Ministerpräsident a. D., Bundesminister a. D., 2005 bis 2017 Bundestagsabgeordneter, 2009 bis 2017 SPD-Vorsitzender, Vorsitzender Atlantik-Brücke e. V.
- Michael Inacker, bis 2020 Vorstandsvorsitzender, WMP EuroCom AG, Berlin
- Roderich Kiesewetter, seit 2009 für die CDU Mitglied des Deutschen Bundestages
- Alexander Graf Lambsdorff, Mitglied des Bundestages, FDP; langjähriges Mitglied im Europaparlament
- Joachim Lang, von 2017 bis 2022 Hauptgeschäftsführer des Bundesverbands der Deutschen Industrie
- Kurt Joachim Lauk, 1992 bis 1996 Vorstand VEBA-AG (heute E.ON) 1996 bis 1999 Vorstandsmitglied Daimler AG, Juni 2004 bis Juni 2009 Europaabgeordneter für Baden-Württemberg in der Europäischen Volkspartei
- Klaus-Peter Müller, ehemaliger Vorstandssprecher und Aufsichtsratsvorsitzender der Commerzbank AG
- Claudia Nemat, Mitglied des Vorstands, Deutsche Telekom AG, Bonn
- Joachim Pfeiffer, von 2002 bis 2021 für die CDU Mitglied des Deutschen Bundestages
- Daniela Schwarzer, Professorin für Politikwissenschaft
- Christian Vollmann, Unternehmer und Business Angel
- Axel A. Weber, 2004 bis 2011 Präsident der Deutschen Bundesbank, 2012 bis 2022 Präsident des Verwaltungsrates der UBS Group AG, Zürich
- Martin Weiss, Vorstandsvorsitzender der Hubert Burda Media KG
- Heinrich Weiss, Vorsitzender der Gesellschafterversammlung der SMS Holding GmbH, Mitglied des Aufsichtsrates der SMS group GmbH, ehemaliger Präsident des BDI
- Matthias Wissmann, 1993 bis 1998 Bundesminister für Verkehr, 2007 bis 2018 Präsident des Verbands der Automobilindustrie (VDA)

### Weitere Mitglieder (lebende und ehemalige, Auswahl)
- Josef Ackermann
- Kurt Biedenkopf
- Zbigniew Brzeziński
- Eckhard Cordes
- Horst Ehmke
- Jeffrey Epstein[3]
- Dianne Feinstein
- Franz Fischler
- Richard Holbrooke
- Karl Kaiser
- Walther Leisler Kiep
- Henry Kissinger
- Norbert Kloten
- Horst Köhler
- Erwin Kristoffersen
- Otto Graf Lambsdorff
- Hanns W. Maull
- John McCain
- Robert McNamara
- Mario Monti
- Joseph Nye
- Loukas Papadimos
- David Rockefeller
- John D. Rockefeller III
- Edmund Rothschild
- Volker Rühe
- Theo Sommer
- Peter Sutherland
- Cyrus Vance
- Heinz Oskar Vetter
- Norbert Wieczorek
- Otto Wolff von Amerongen
- Paul Wolfowitz
- Joachim Zahn
- Robert Zoellick

## Kritik

### Wissenschaftliche Analysen

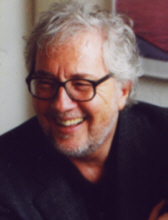
Kritiker Hans-Jürgen Krysmanski

Hans-Jürgen Krysmanski, emeritierter Professor für Soziologie an der Universität Münster, bezweifelt den privaten Charakter von Konferenzen wie Bilderberg oder Davos und Vereinigungen wie der Atlantik-Brücke, des Council on Foreign Relations, des European Council on Foreign Relations oder der Trilateralen Kommission.
Nach Ansicht des Soziologen und Volkswirtes Rudolf Stumberger sind zwischen Wirtschaft und Politik alle Schranken verschwunden, was auch an Personen festzumachen sei. Tendenzen der Refeudalisierung wären zu erkennen, d. h. neben den offiziellen demokratischen Strukturen gewännen die inoffiziellen Strukturen selbsternannter Eliten zunehmend wieder an Gewicht.
Der Politologe Stephen Gill von der York University definiert das Anliegen der Trilateralen Kommission wie folgt: „Trilateralismus kann definiert werden als ein Projekt zur Entwicklung einer organischen (oder relativ dauerhaften) Allianz zwischen den größten kapitalistischen Staaten mit dem Ziel, eine stabile Form der Weltordnung voranzutreiben (oder zu erhalten), die ihren dominanten Interessen entspricht. Dies schließt ein Bekenntnis zu einer mehr oder weniger liberalen internationalen Wirtschaftsordnung ein.“
Die Trilaterale Kommission steht für Gill im Zentrum der Analyse bei der Diskussion um den Niedergang der US-amerikanischen Hegemonie in der internationalen Politik (vgl. z. B. Keohane 1984, Kennedy 1987, Calleo 1987). Viele Forscher diagnostizierten für die 70er und 80er Jahre einen relativen Niedergang der US-Hegemonie wegen des Erstarkens der Wirtschaftsmächte Europäische Gemeinschaft (bzw. EU) und Japan. Gill argumentiert, dass es zwar eine Krise der US-Hegemonie gab, sich die Hegemonie aber gewandelt habe. Er kritisiert die staatszentrierte Sichtweise der Debatte und betont das langfristige Potential von Institutionen wie der Trilateralen Kommission, die dazu dienen, gemeinsame kulturelle und strategische Konzepte zu entwerfen und spezifische Formen der Interaktion und Identifikation der Eliten zu erzeugen.

### Verschwörungstheorien
Um die Trilaterale Kommission ranken sich seit ihrer Gründung verschiedene Verschwörungstheorien. So wurde ihr in den 1970er Jahren vorgeworfen, sie habe dafür gesorgt, dass gewaltige Anleihen an Staaten der Dritten Welt gegeben würden, und in der Ölkrise dann den Internationalen Währungsfonds eingeschaltet, um die Rückzahlung dieser Anleihen zu sichern. Zudem kursierten Verdächtigungen, die Kommission habe die Kontrolle über die Regierung der USA übernommen und strebe so die Weltherrschaft an: Jimmy Carter und George H. W. Bush waren Mitglieder, ebenso ihre engen Mitarbeiter Brzeziński, Caspar Weinberger und Cyrus Vance. Seit den 1990er Jahren wird der Trilateralen Kommission unterstellt, sie arbeite an der Errichtung einer „Neuen Weltordnung“, wie sie etwa der evangelikale Prediger Pat Robertson, die auf Verschwörungstheorien spezialisierte John Birch Society oder die rechtsextreme Milizbewegung an die Wand malen: Freiheit und Souveränität der Nationalstaaten würde durch eine tyrannische supranationale Weltregierung abgeschafft werden. Die Trilaterale Kommission ist in diesen Verschwörungstheorien oft ein Deckwort für das Weltjudentum, das in Wahrheit hinter der „Neuen Weltordnung“ stecken würde.